# Fulham LFC
WFC Fulham, tidigare känt som Fulham LFC, var en engelsk damfotbollsklubb från sydvästra London. Från början var laget den på herrsidan framgångsrika klubben Fulham FC:s damlag.
Klubben blev Europas första helt professionella damlag i april 2000, men de blev redan tre år senare återigen endast halvt professionella igen efter beslut av klubbens dåvarande ägare Mohamed Al-Fayed. Fulham FC lade ner laget den 16 maj 2006, men klubben startades upp igen senare samma år fristående från Fulham FC under namnet WFC Fulham. Klubben lades ner i juni 2010 efter att laget flyttats ner två år i rad och sponsorerna då drog sig ur.

## Meriter
- Ligamästare
  - Mästare: 2002/2003
- Women's Southern Championship
  - Vinnare: 2001/2002 och 2007/2008
- FA Women's Cup
  - Vinnare: 2002 och 2003
    - Finalist: 2001
- Engelska ligacupen
  - Vinnare: 2002 och 2003
    - Finalist: 2004
- Community Shield
  - Vinnare: 2002 och 2003